# Rebelião dos Turbantes Vermelhos
A Rebelião dos Turbantes Vermelhos (chinês tradicional: 紅巾起義, pinyin: Hóngjīn Qǐyì) foi uma insurreição promovida pelos membros da sociedade do Lótus Branco que, entre 1351 e 1368, atacaram a então imperante dinastia Yuan da China, eventualmente levando à sua queda.

## Causas
Desde a década de 1340, a dinastia Yuan de origem mongol tinha já vários problemas cada vez mais sérios. O rio Amarelo inundava as terras constantemente e também ocorreram outras desastres naturais. Por volta da mesma altura, a dinastia Yuan dependia dum gasto militar considerável para manter unido o seu vasto império.

## O exército dos Turbantes Vermelhos
O exército dos Turbantes Vermelhos (紅巾軍) foi iniciado por seguidores do Lótus Branco e do maniqueísmo e foi fundado por Guo Zixing (郭子興) para fazer frente aos mongóis. O nome "Turbante Vermelho" foi usado devido à sua tradição de usar bandeiras e turbantes vermelhos para distinguir-se.
Estas rebeliões inciaram-se de forma esporádica, primeiro na costa de Zhejiang, quando Fang Guozhen e os seus homens assaltaram um grupo de oficiais Yuan. Após isso, a sociedade do Lótus Branco chefiada por Han Shantong no norte do rio Amarelo tornou-se no centro do sentimento antimongol. Uns poucos grupos rebeldes terçaram o rio Yalu a partir da sua base em Liaoning para tomar Pionguiangue na Península da Coreia. Esta invasão foi obstada por Goryeo, sob os generais Choe Yeong e Yi Seonggye.
Em 1351, a sociedade organizou uma rebelião armada, porém, o plano seria descoberto e Han Shantong foi capturado e executado pelo governo Yuan. Após a sua morte, Liu Futong (劉福通), um maioral proeminente do Lótus Branco, auxiliou o filho de Han, Han Lin'er (韓林兒), para suceder o seu pai e estabelecer o exército dos Turbantes Vermelhos. Depois disso, vários rebeldes Han a sul do rio Iansequião se revoltaram com o nome de Turbantes Vermelhos do sul. Entre as peças-chave dos Turbantes Vermelhos do sul, estavam Xu Shouhui e Chen Youliang. A rebelião foi apoiada também pela liderança de Peng Yingyu (彭瑩玉; 1338) e Zou Pusheng (鄒普勝; 1351).

## Conclusão
Após vários anos de luta, em 1368, Zhu Yuanzhang proclamou-se imperador em Yingtian (Nanquim) e seria conhecido historicamente como o Imperador Hongwu da dinastia Ming. No ano seguinte, o exército Ming tomou Dadu (Pequim) e assim, a dinastia Yuan estava oficialmente acabada. A China fora unificada uma vez mais sob o poder chinês Han.